# Гордан Ћоровић
Гордан Ћоровић (Беране, 16. март 1994) је црногорски рукометаш, висок 206 цм и тежак 90 кг. Тренутно наступа за РК Црвена звезда. Игра на позицији левог бека и кадетски је репрезентативац Црне Горе. За сениорски тим звезде дебитовао на мечу против Вардара.